# قوشجه
قوشجه، روستایی از توابع بخش شیرین‌سو شهرستان کبودرآهنگ در استان همدان ایران است.

## جمعیت
این روستا در دهستان مهربان علیا قرار دارد و براساس سرشماری مرکز آمار ایران در سال ۱۳۹۵، جمعیت آن ۱۰۷ نفر (۳۴خانوار) بوده‌است.